# Закон Майло Мерфі (сезон 2)
Другий сезон мультсеріалу «Закон Майла Мерфі» тривав на телеканалі «Disney XD» з 5 січня  до 18 травня 2019 року.
Прем'єрна серія «The Phineas and Ferb Effect» є кросовером з мультсеріалом «Фінеас і Ферб».

## Список серій
| № серії (загалом) | № серії (в сезоні) | Назва серії | Режисер(и)                 | Сценарист(и)                                                                               | Оригінальна дата показу | Код серії | Глядачів в США (млн) |
| ----------------- | ------------------ | --- | -------------------------- | ------------------------------------------------------------------------------------------ | ----------------------- | --------- | -------------------- |
| 21                | 1                  | «The Phineas and Ferb Effect» «Ефект Фінеаса і Ферба»                                                                                        | Боб Боуен і Роберт Ф. Г'юз | Джим Бернштейн, Мартін Олсон, Скотт Петерсон і Джошуа Прует                                | 5 січня 2019            | 201       | 0,46                 |
| 22                | 2a                 | «Snow Way Out» «Снігова безвихідь» | Роберт Ф. Г'юз             | Мартін Олсон і Скотт Петерсон                                                              | 12 січня 2019           | N/A       | 0,39                 |
| 22                | 2b                 | «Teacher Feature» «Пара для вчительки» | Боб Боуен                  | Скотт Петерсон                                                                             | 12 січня 2019           | N/A       | 0,39                 |
| 23                | 3a                 | «Picture Day» «Шкільна фотографія» | Роберт Ф. Г'юз             | Валері Брейман і Мар'я Адріанс                                                             | 19 січня 2019           | N/A       | 0,42                 |
| 23                | 3b                 | «Agee Ientee Diogee» «Агент Пусик» | Боб Боуен                  | Джим Бернштейн                                                                             | 19 січня 2019           | N/A       | 0,42                 |
| 24                | 4a                 | «Game Night» «Вечір ігор» | Роберт Ф. Г'юз             | Джошуа Прует                                                                               | 26 січня 2019           | 204a      | 0,4                  |
| 24                | 4b                 | «Pace Makes Waste» «Згубна швидкість» | Боб Боуен                  | Джим Бернштейн                                                                             | 26 січня 2019           | 204b      | 0,4                  |
| 25                | 5a                 | «Cake 'Splosion!» «Вибух торта!» | Роберт Ф. Г'юз             | Валері Брейман і Мар'я Адріанс                                                             | 2 лютого 2019           | N/A       | 0,39                 |
| 25                | 5b                 | «Lady Krillers» «Леді Криль» | Боб Боуен                  | Скотт Петерсон                                                                             | 2 лютого 2019           | N/A       | 0,39                 |
| 26                | 6a                 | «Doof's Day Out» «Вихідний Дуфа» | Роберт Ф. Г'юз             | Валері Брейман і Мар'я Адріанс                                                             | 9 лютого 2019           | N/A       | 0,32                 |
| 26                | 6b                 | «Disco Do-Over» «Диско реванш» | Боб Боуен                  | Валері Брейман і Мар'я Адріанс                                                             | 9 лютого 2019           | N/A       | 0,32                 |
| 27                | 7a                 | «The Ticking Clock» «Запустити годинник» | Роберт Ф. Г'юз             | Джим Бернштейн                                                                             | 16 лютого 2019          | 207a      | 0,35                 |
| 27                | 7b                 | «Managing Murphy's Law» «Управляння Законом Мерфі»                                                                                           | Боб Боуен                  | Джошуа Прует                                                                               | 16 лютого 2019          | 207b      | 0,35                 |
| 28                | 8a                 | «Milo's Shadow» «Тінь Майло» | Роберт Ф. Г'юз             | Скотт Петерсон                                                                             | 23 лютого 2019          | 209a      | 0,37                 |
| 28                | 8b                 | «Sick Day» «Хворий» | Боб Боуен                  | Джошуа Прует                                                                               | 23 лютого 2019          | 209b      | 0,37                 |
| 29                | 9a                 | «Field of Screams» «Поле жаху» | Роберт Ф. Г'юз             | Мартін Олсон                                                                               | 2 березня 2019          | N/A       | 0,33                 |
| 29                | 9b                 | «Spy Little Sister!» «Сестричка шпигунка» | Боб Боуен                  | Валері Брейман і Мар'я Адріанс                                                             | 2 березня 2019          | N/A       | 0,33                 |
| 30                | 10a                | «Dog Walker, Runner, Screamer» «Собака йде, біжить, скавчить»                                                                                | Роберт Ф. Г'юз             | Валері Брейман і Мар'я Адріанс                                                             | 9 березня 2019          | N/A       | 0,38                 |
| 30                | 10b                | «Now I Am a Murphy» «Тепер я Мерфі» | Роберт Ф. Г'юз             | Джим Бернштейн                                                                             | 9 березня 2019          | N/A       | 0,38                 |
| 31                | 11a                | «Freefall» «Вільне падіння» | Роберт Ф. Г'юз             | Джошуа Прует                                                                               | 16 березня 2019         | N/A       | 0,32                 |
| 31                | 11b                | «Milo's World» «Світ Майло» | Боб Боуен                  | Джошуа Прует                                                                               | 16 березня 2019         | N/A       | 0,32                 |
| 32                | 12                 | «Abducting Murphy's Law» «Викрадення Закону Мерфі»                                                                                           | Боб Боуен                  | Джошуа Прует                                                                               | 23 березня 2019         | 212       | 0,32                 |
| 33                | 13a                | «The Goulash Legacy» «Випадок із гуляшем» | Роберт Ф. Г'юз             | Мартін Олсон і Джошуа Прует                                                                | 30 березня 2019         | N/A       | 0,37                 |
| 33                | 13b                | «The Dog Who Knew Too Much» «Собака, який забагато знав»                                                                                     | Боб Боуен                  | Джошуа Прует, Валері Брейман і Мар'я Адріанс                                               | 30 березня 2019         | N/A       | 0,37                 |
| 34                | 14a                | «Adventure Buddies» «Приятель для пригод» | Роберт Ф. Г'юз             | Мартін Олсон                                                                               | 6 квітня 2019           | N/A       | 0,43                 |
| 34                | 14b                | «Ride Along Little Doggie» «Покатаємося, песику»                                                                                             | Боб Боуен                  | Валері Брейман і Мар'я Адріанс                                                             | 6 квітня 2019           | N/A       | 0,43                 |
| 35                | 15a                | «Look at this Ship» «Погляньте, який корабель»                                                                                               | Роберт Ф. Г'юз             | Скотт Петерсон                                                                             | 13 квітня 2019          | N/A       | 0,33                 |
| 35                | 15b                | «Cast Party» «Тематична вечірка» | Боб Боуен                  | Валері Брейман і Мар'я Адріанс                                                             | 13 квітня 2019          | N/A       | 0,33                 |
| 36                | 16a                | «Safety First» «Головне — безпека» | Роберт Ф. Г'юз             | Джим Бернштейн                                                                             | 20 квітня 2019          | N/A       | 0,35                 |
| 36                | 16b                | «Cavendish Unleashed» «Нестримний Кевендіш»                                                                                                  | Боб Боуен                  | Мартін Олсон                                                                               | 20 квітня 2019          | N/A       | 0,35                 |
| 37                | 17a                | «First Impressions» «Перші враження» | Роберт Ф. Г'юз             | Джошуа Прует                                                                               | 27 квітня 2019          | 217a      | 0,35                 |
| 37                | 17b                | «The Speech and Debate League of Death and Destruction Cross Town Explosion Event» «Міський конкурс на смерть і виживання промов та дебатів» | Боб Боуен                  | Джошуа Прует                                                                               | 27 квітня 2019          | 217b      | 0,35                 |
| 38                | 18a                | «The Mid-Afternoon Snack Club» «Клуб пообіднього перекусу»                                                                                   | Роберт Ф. Г'юз             | Джим Бернштейн                                                                             | 4 травня 2019           | N/A       | 0,35                 |
| 38                | 18b                | «Parks and Wreck» «Парки і розвалини» | Боб Боуен                  | Валері Брейман і Мар'я Адріанс                                                             | 4 травня 2019           | N/A       | 0,35                 |
| 39                | 19a                | «Escape» «Втеча» | Роберт Ф. Г'юз             | Скотт Петерсон                                                                             | 11 травня 2019          | N/A       | 0,39                 |
| 39                | 19b                | «Milo in Space» «Майло в космосі» | Боб Боуен                  | Скотт Петерсон і Джошуа Прует                                                              | 11 травня 2019          | N/A       | 0,39                 |
| 40                | 20                 | «Sphere and Loathing in Outer Space» «Сфера нещастя в космосі»                                                                               | Роберт Ф. Г'юз             | Джим Бернштейн, Мартін Олсон, Скотт Петерсон, Джошуа Прует, Валері Брейман і Мар'я Адріанс | 18 травня 2019          | 220       | 0,46                 |

## Показ в Україні
В Україні другий сезон транслювався телеканалом «ПлюсПлюс» з 27 серпня до 16 вересня 2019 року
| №  | Назва епізоду                                           | Показ в Україні                                       |
| 1  | Ефект Фінеаса і Ферба                                   | 27 серпня 2019 (1 частина) 28 серпня 2019 (2 частина) |
| 2  | Снігова безвихідь                                       | 29 серпня 2019                                        |
| 2  | Пара для вчительки                                      | 29 серпня 2019                                        |
| 3  | Шкільна фотографія                                      | 30 серпня 2019                                        |
| 3  | Агент Пусик                                             | 30 серпня 2019                                        |
| 4  | Вечір ігор                                              | 31 серпня 2019                                        |
| 4  | Згубна швидкість                                        | 31 серпня 2019                                        |
| 5  | Вибух торта!                                            | 1 вересня 2019                                        |
| 5  | Леді Криль                                              | 1 вересня 2019                                        |
| 6  | Вихідний Дуфа                                           | 2 вересня 2019                                        |
| 6  | Диско реванш                                            | 2 вересня 2019                                        |
| 7  | Запустити годинник                                      | 3 вересня 2019                                        |
| 7  | Управляння Законом Мерфі                                | 3 вересня 2019                                        |
| 8  | Тінь Майло                                              | 5 вересня 2019                                        |
| 8  | Хворий                                                  | 5 вересня 2019                                        |
| 9  | Поле жаху                                               | 4 вересня 2019                                        |
| 9  | Сестричка шпигунка                                      | 4 вересня 2019                                        |
| 10 | Доглядач собак, бігун, крикун                           | 7 вересня 2019                                        |
| 10 | Тепер я Мерфі                                           | 7 вересня 2019                                        |
| 11 | Вільне падіння                                          | 6 вересня 2019                                        |
| 11 | Світ Майло                                              | 6 вересня 2019                                        |
| 12 | Викрадення Закону Мерфі                                 | 8 вересня 2019                                        |
| 13 | Випадок з гуляшем                                       | 9 вересня 2019                                        |
| 13 | Собака, який забагато знав                              | 9 вересня 2019                                        |
| 14 | Приятель для пригод                                     | 10 вересня 2019                                       |
| 14 | Покатаємося, песику                                     | 10 вересня 2019                                       |
| 15 | Погляньте, який корабель                                | 11 вересня 2019                                       |
| 15 | Тематична вечірка                                       | 11 вересня 2019                                       |
| 16 | Головне — безпека                                       | 12 вересня 2019                                       |
| 16 | Нестримний Кевендіш                                     | 12 вересня 2019                                       |
| 17 | Перші враження                                          | 13 вересня 2019                                       |
| 17 | Міський конкурс на смерть і виживання промов та дебатів | 13 вересня 2019                                       |
| 18 | Клуб пообіднього перекусу                               | 14 вересня 2019                                       |
| 18 | Парки і розвалини                                       | 14 вересня 2019                                       |
| 19 | Втеча                                                   | 15 вересня 2019                                       |
| 19 | Майло в космосі                                         | 15 вересня 2019                                       |
| 20 | Сфера нещастя в космосі                                 | 16 вересня 2019                                       |
| -- | ------------------------------------------------------- | ----------------------------------------------------- |